# Doris Akers
Doris Mae Akers (Brookfield, Missouri, U.S. 21 de maig de 1923 - Minneapolis, Minnesota, U.S, 26 de juliol de 1995), va ser una compositora, arranjadora i cantant nord-americana de música gospel que es considera "un dels compositors de gospel més subestimats del segle xx va escriure més de 500 cançons". Coneguda pel seu treball amb el "Sky Pilot Choir", va ser incorporada al "Gospel Music Hall of Fame" el 2001.

## Biografia
Joventut
Doris Akers era filla de Floyd Akers (1887-1958) i Pearl M. Kelly (1896-1988). "Floyd i Pearl s'havien casat el 21 de juny de 1909 al comtat de Linn, Missouri, un matrimoni interracial. Es van divorciar un temps després del naixement de Bernice el 1926. Quan Pearl es va tornar a casar amb John Lawson (1892–1974) el 24 de febrer de 1929, Doris i alguns dels seus germans van passar a formar part d'aquesta llar, vivint a Kirksville, Adair County, Missouri, mentre que tres dels seus germans es van quedar amb el seu pare."Va tenir nou germans: Edward, Floyd, Evelyn, Marian, Donald, Nellie, Bernice, Harley i Charles. Va aprendre a tocar el piano d'oïda als sis anys i va escriure la seva primera cançó, "Keep the Fire Burning in Me", quan tenia deu anys. Durant la dècada de 1930, va formar un grup amb els seus germans, Edward, Marian i Donald, que es deien "Dot and The Swingsters".

## Carrera inicial
Segons la documentació de l'ASCAP, l'any 1958, juntament amb la seva amiga Mahalia Jackson, Doris va co-escriure la cançó "Lord, Don't Move the Mountain", que va vendre més d'un milió de discos. Aquesta composició també es va convertir en un èxit per a una altra superestrella del gospel, Inez Andrews, més d'una dècada després.
Mentre estava a Los Angeles, es va convertir en directora del "Sky Pilot Choir", un cor integrat, que també va aparèixer en enregistraments, programes de televisió i emissions de ràdio a tot el país. Els seus arranjaments moderns i frescos d'espirituals negres tradicionals van atraure grans multituds de lluny i de prop i van augmentar l'assistència a l'església de manera espectacular. Van publicar tres àlbums: The Sky Pilot Choir, The Sky Pilot Choir Vol. 2 (amb les Sutton Sisters), i Doris Akers Sings amb "The Sky Pilot Choir". El seu organista en moltes ocasions va ser un jove Billy Preston. Va acabar la seva col·laboració amb el "Sky Pilot Choir" el 1965, però es van tornar a reunir el 1974 per gravar el seu quart esforç, Doris Akers i els membres originals del "Sky Pilot Choir".
Akers va continuar gravant per a RCA Victor a mitjans dels anys seixanta, enregistrant àlbums com Forever Faithful (1963); una col·laboració amb "The Statesmen Quartet" titulada Sing for You el 1964; i Highway to Heaven'.
Després d'haver viscut a Los Angeles des de mitjans dels anys quaranta, es va traslladar a Columbus, Ohio el 1970. A la cançó "He Touched Me" del seu àlbum All God's Children, explica un incident de tocar la cançó al St. James Pentecostal. Església d'aquella ciutat. Va continuar gravant, component i viatjant. El 1979 es va publicar un àlbum, The Artistry of Doris Akers.

## Carrera posterior
A la dècada de 1980, Akers va publicar un nou àlbum de gospel cada any en un segell regional del mig oest. Cada portada de l'àlbum presentava una nova fotografia en color de l'artista per confirmar que era una producció actual. També va gravar uns quants àlbums al Canadà que no es van distribuir als Estats Units, com el Crusade LP 2702 amb el "Harvest Time Choir" de "Glad Tidings Temple".
Als Estats Units, va començar a gravar per al segell Gaither i va aparèixer en alguns dels seus concerts i en produccions de televisió. A principis de la dècada de 1990 va aparèixer als vídeos gospel de "Bill Gaither Old Friends", "Turn Your Radio On" i "Precious Memories".
Era coneguda afectuosament com "Miss Gospel Music" perquè era admirada i respectada per tots els de la indústria musical al llarg dels anys, havia dominat tots els aspectes de la música gospel, incloent veu, teclats, direcció de cors, arranjaments, composició i publicació. Va treballar amb molts dels pioners de l'Edat d'Or de la música gospel, havia escrit moltes composicions gospel estàndard i es va moure amb llibertat i èxit en tots els àmbits de la música gospel. Moltes de les seves composicions com "Lead Me and Guide Me", "I Cannot Fail The Lord", "You Can't Beat God Giving" i "Sweet, Sweet Spirit", van vendre milions per a altres artistes i evangelistes del gospel. Lindsay Terry la va entrevistar per al llibre: "Stories Behind 50 Southern Gospel Favorites" i va explicar com se li va revelar la cançó "Sweet, Sweet Spirit" durant una sessió de pregària amb un dels seus cors abans d'un servei de l'església.

## Darrers anys i mort
Akers va viure els últims anys de la seva vida a Minneapolis, Minnesota, servint com a ministra de música al "Grace Temple Deliverance Center". Va descobrir que tenia càncer de columna quan va visitar el metge després de trencar-se el turmell l'agost de 1994. Akers va morir el 26 de juliol de 1995 a Edina, Minnesota. Li van sobreviure dues de les seves germanes, Nellie i Bernice, i el seu germà, Donald Akers.

## Obres
Col·leccions
- The Doris Akers Choral Series Vol. 1: Special Arrangements (1965)
- The Doris Akers Choral Series Vol. 2: Special Arrangements (1967)[9]
- The Doris Akers Choral Series Vol. 3: Special Arrangements
- The Songs of Doris Akers for Voice and Piano with Guitar (1981)[10]
- Doris Akers Favorite Gospel Songs Vol. 1 (1965)[11]
- Doris Akers Favorite Gospel Songs Vol. 2 (1966)[12]
- Doris Akers Favorite Gospel Songs Vol. 3
- Doris Akers Favorite Gospel Songs Vol. 4

## Desglossament de les col·leccions publicades
| Títol                            | Any  | Instrumentació                  | Col·lecció                                                    | Publicat per |
| -------------------------------- | ---- | ------------------------------- | ------------------------------------------------------------- | ------------ |
| Ask what you will                | 1967 | Veu solista, cor (SATB) i piano | The Doris Akers Choral Series Volume 2: Special Arrangements. | Manna Music  |
| Don't stop using me              | 1967 | Veu solista, cor (SATB) i piano | The Doris Akers Choral Series Volume 2: Special Arrangements. | Manna Music  |
| Grow closer                      | 1967 | Veu solista, cor (SATB) i piano | The Doris Akers Choral Series Volume 2: Special Arrangements. | Manna Music  |
| Heaven (Happy home above)        | 1967 | Veu solista, cor (SATB) i piano | The Doris Akers Choral Series Volume 2: Special Arrangements. | Manna Music  |
| Honey in that rock               | 1967 | Veu solista, cor (SATB) i piano | The Doris Akers Choral Series Volume 2: Special Arrangements. | Manna Music  |
| I was there when the Spirit came | 1967 | Veu solista, cor (SATB) i piano | The Doris Akers Choral Series Volume 2: Special Arrangements. | Manna Music  |
| I'm not satisfied yet            | 1967 | Veu solista, cor (SATB) i piano | The Doris Akers Choral Series Volume 2: Special Arrangements. | Manna Music  |
| Lord, keep my mind on Thee       | 1967 | Veu solista, cor (SATB) i piano | The Doris Akers Choral Series Volume 2: Special Arrangements. | Manna Music  |
| Sweet, sweet Spirit              | 1967 | Veu solista, cor (SATB) i piano | The Doris Akers Choral Series Volume 2: Special Arrangements. | Manna Music  |
| Grow closer                      | 1966 | Veu solista i piano             | Doris Akers favorite gospel songs. Volume 2                   | Manna Music  |
| God is so good                   | 1966 | Veu solista i piano             | Doris Akers favorite gospel songs. Volume 2                   | Manna Music  |
| He's a light unto my pathway     | 1966 | Veu solista i piano             | Doris Akers favorite gospel songs. Volume 2                   | Manna Music  |
| How big is God?                  | 1966 | Veu solista i piano             | Doris Akers favorite gospel songs. Volume 2                   | Manna Music  |
| I sure do love the Lord          | 1966 | Veu solista i piano             | Doris Akers favorite gospel songs. Volume 2                   | Manna Music  |
| I just got religion              | 1966 | Veu solista i piano             | Doris Akers favorite gospel songs. Volume 2                   | Manna Music  |
| I was there when the spirit came | 1966 | Veu solista i piano             | Doris Akers favorite gospel songs. Volume 2                   | Manna Music  |
| I'm not satisfied yet            | 1966 | Veu solista i piano             | Doris Akers favorite gospel songs. Volume 2                   | Manna Music  |
| Lead on, Lord Jesus              | 1966 | Veu solista i piano             | Doris Akers favorite gospel songs. Volume 2                   | Manna Music  |
| Mine just for the asking         | 1966 | Veu solista i piano             | Doris Akers favorite gospel songs. Volume 2                   | Manna Music  |
| No one but the Lord              | 1966 | Veu solista i piano             | Doris Akers favorite gospel songs. Volume 2                   | Manna Music  |
| Sweet Jesus                      | 1966 | Veu solista i piano             | Doris Akers favorite gospel songs. Volume 2                   | Manna Music  |
| Sweet, sweet spirit              | 1965 | Veu solista i piano             | Doris Akers favorite gospel songs. Volume 1                   | Manna Music  |
| I cannot fail the Lord           | 1965 | Veu solista i piano             | Doris Akers favorite gospel songs. Volume 1                   | Manna Music  |
| He know and He cares             | 1965 | Veu solista i piano             | Doris Akers favorite gospel songs. Volume 1                   | Manna Music  |
| Don't stop using me              | 1965 | Veu solista i piano             | Doris Akers favorite gospel songs. Volume 1                   | Manna Music  |
| Is there any peace anywhere      | 1965 | Veu solista i piano             | Doris Akers favorite gospel songs. Volume 1                   | Manna Music  |
| You can't beat God giving        | 1965 | Veu solista i piano             | Doris Akers favorite gospel songs. Volume 1                   | Manna Music  |
| Prayer is the answer             | 1965 | Veu solista i piano             | Doris Akers favorite gospel songs. Volume 1                   | Manna Music  |
| My song of assurance             | 1965 | Veu solista i piano             | Doris Akers favorite gospel songs. Volume 1                   | Manna Music  |
| Ask what you will                | 1965 | Veu solista i piano             | Doris Akers favorite gospel songs. Volume 1                   | Manna Music  |
| How great thou art               | 1965 | Veu solista i piano             | Doris Akers favorite gospel songs. Volume 1                   | Manna Music  |
| Lord, don't move the mountain    | 1965 | Veu solista i piano             | Doris Akers favorite gospel songs. Volume 1                   | Manna Music  |
| Lord, keep my mind on thee       | 1965 | Veu solista i piano             | Doris Akers favorite gospel songs. Volume 1                   | Manna Music  |
| Trouble                          | 1965 | Veu solista i piano             | Doris Akers favorite gospel songs. Volume 1                   | Manna Music  |

## Llegat i honors
Akers va rebre molts premis, com ara "Compositor de música gospel de l'any" l'any 1960 i el 1961. El "Doris Akers Day" es va celebrar a Kirksville, Missouri el juliol de 1976. Akers va ser l'acte principal del Bicentenari nord-americà de la ciutat. celebració, amb aproximadament 20.000 persones assistint a un concert nocturn.

El 1992, Akers va ser honrat per la "Smithsonian Institution" com
| « | "el compositor de cançons gospel negre més important dels Estats Units". | » |

 Va ser incorporada pòstumament al Gospel Music Hall of Fame el 2001. El 2011 Doris Akers va ser incorporada al Southern Gospel Music Hall of Fame.